# Fehéroroszország az 1996. évi nyári olimpiai játékokon
Fehéroroszország az egyesült államokbeli Atlantában megrendezett 1996. évi nyári olimpiai játékok egyik részt vevő nemzete volt. Az országot az olimpián 19 sportágban 157 sportoló képviselte, akik összesen 15 érmet szereztek. Fehéroroszország önállóan először vett részt a nyári olimpiai játékokon, és az evezős Kacjarina Hadatovics révén első olimpiai aranyérmét is megszerezte.

## Érmesek
| Érem  | Versenyző | Sportág       | Versenyszám            |
| ----- | --- | ------------- | ---------------------- |
| Arany | Kacjarina Hadatovics | Evezés        | Női egypárevezős       |
| Ezüst | Uladzimir Dubrovscsik | Atlétika      | Férfi diszkoszvetés    |
| Ezüst | Aljakszandr Pavlav | Birkózás      | Kötöttfogás, 48 kg     |
| Ezüst | Szjarhej Listvan | Birkózás      | Kötöttfogás, 100 kg    |
| Ezüst | Aljakszej Mjadzvedzev | Birkózás      | Szabadfogás, 130 kg    |
| Ezüst | Ihar Baszinszki | Sportlövészet | Férfi szabadpisztoly   |
| Ezüst | Natallja Szazanovics | Atlétika      | Női hétpróba           |
| Bronz | Vaszil Kapcjuh | Atlétika      | Férfi diszkoszvetés    |
| Bronz | Elina Zverava | Atlétika      | Női diszkoszvetés      |
| Bronz | Valerij Cilenyc | Birkózás      | Kötöttfogás, 82 kg     |
| Bronz | Natallja Lavrinyenka Aljakszandra Panykina Natallja Volcsak Tamara Davidzenka Valjancina Szkrabatun Alena Mikulics Natallja Sztaszjuk Marina Znak Jaraszlava Pavlovics | Evezés        | Női nyolcas            |
| Bronz | Vital Scserba | Torna         | Férfi egyéni összetett |
| Bronz | Vital Scserba | Torna         | Férfi ugrás            |
| Bronz | Vital Scserba | Torna         | Férfi korlát           |
| Bronz | Vital Scserba | Torna         | Férfi nyújtó           |

## Asztalitenisz
Férfi
| Versenyző                              | Versenyszám | Csoportkör | Csoportkör | Nyolcaddöntő                                | Negyeddöntő                                                   | Elődöntő          | Döntő             | Helyezés |
| Versenyző                              | Versenyszám | Ellenfél Eredmény | Hely.      | Ellenfél Eredmény                           | Ellenfél Eredmény                                             | Ellenfél Eredmény | Ellenfél Eredmény | Helyezés |
| -------------------------------------- | ----------- | --- | ---------- | ------------------------------------------- | ------------------------------------------------------------- | ----------------- | ----------------- | -------- |
| Uladzimir Szamszonav                   | Egyes       | H csoport · Stephen Hylton (JAM) · 2:0 · Carl Prean (GBR) · 2:0 · Andrej Mazunov (RUS) · 2:1 | 1.         | Dmitrij Mazunov (RUS) · 21–14, 21–15, 21–13 | Vang Tao (Wang Tao) (CHN) · 21–16, 21–16, 10–21, 15–21, 15–21 | kiesett           | kiesett           | 5.       |
| Uladzimir Szamszonav Javhen Scsacinyin | Páros       | G csoport · Oroszország (RUS) · Andrej Mazunov · Dmitrij Mazunov · 0:2 · Dél-Korea (KOR) · I Csholszung (Lee Cheol-Seung) · Ju Namgju (Yu Nam-gyu) · 0:2 · Egyesült Államok (USA) · Jim Butler · Todd Sweeris · 2:0 | 3.         |                                             | kiesett                                                       | kiesett           | kiesett           | 17.      |

## Atlétika
Férfi
| Versenyző          | Versenyszám     | Eredmény      | Helyezés      |
| ------------------ | --------------- | ------------- | ------------- |
| Mihail Hmjalnyicki | 20 km gyaloglás | 1:22:17       | 12.           |
| Javhen Miszjulja   | 20 km gyaloglás | 1:21:16       | 9.            |
| Javhen Miszjulja   | 50 km gyaloglás | nem ért célba | nem ért célba |
| Viktar Hinyko      | 50 km gyaloglás | 3:45:27       | 5.            |

| Versenyző              | Versenyszám   | Selejtező                | Selejtező                | Döntő    | Döntő    |
| Versenyző              | Versenyszám   | Eredmény                 | Helyezés                 | Eredmény | Helyezés |
| ---------------------- | ------------- | ------------------------ | ------------------------ | -------- | -------- |
| Dzmitrij Markav        | Rúdugrás      | 560 cm                   | 12.**                    | 586 cm   | 6.       |
| Aljakszandr Hlavacki   | Távolugrás    | 807 cm                   | 8.                       | 807 cm   | 7.       |
| Dzmitrij Hancsaruk     | Súlylökés     | 19,57 m                  | 9.                       | 19,79 m  | 9.       |
| Viktar Bulat           | Súlylökés     | 17,29 m                  | 32.                      | kiesett  | kiesett  |
| Uladzimir Dubrovscsik  | Diszkoszvetés | 63,22 m                  | 5.                       | 66,60 m  |          |
| Vaszil Kapcjuh         | Diszkoszvetés | 62,22 m                  | 12.                      | 65,80 m  |          |
| Ihar Asztapkovics      | Kalapácsvetés | 78,52 m                  | 2.                       | 78,20 m  | 7.       |
| Szjarhej Alaj          | Kalapácsvetés | 75,10 m                  | 11.*                     | 77,38 m  | 8.       |
| Aljakszandr Kraszko    | Kalapácsvetés | 73,74 m                  | 21.                      | kiesett  | kiesett  |
| Uladzimir Szaszimovics | Gerelyhajítás | érvényes kísérlet nélkül | érvényes kísérlet nélkül | kiesett  | kiesett  |

| Versenyző         | Versenyszám | 100 m | 100 m | Távolugrás | Távolugrás | Súlylökés | Súlylökés | Magasugrás | Magasugrás | 400 m | 400 m | 110 m gát | 110 m gát | Diszkoszvetés | Diszkoszvetés | Rúdugrás | Rúdugrás | Gerelyhajítás | Gerelyhajítás | 1500 m  | 1500 m | Végeredmény | Végeredmény |
| Versenyző         | Versenyszám | Idő   | Pont  | Eredmény   | Pont       | Eredmény  | Pont      | Eredmény   | Pont       | Idő   | Pont  | Idő       | Pont      | Eredmény      | Pont          | Eredmény | Pont     | Eredmény      | Pont          | Idő     | Pont   | Pont        | Helyezés    |
| ----------------- | ----------- | ----- | ----- | ---------- | ---------- | --------- | --------- | ---------- | ---------- | ----- | ----- | --------- | --------- | ------------- | ------------- | -------- | -------- | ------------- | ------------- | ------- | ------ | ----------- | ----------- |
| Eduard Hämäläinen | Tízpróba    | 10,85 | 894   | 748 cm     | 930        | 16,32 m   | 871       | 198 cm     | 785        | 46,91 | 963   | 13,95     | 981       | 49,62 m       | 862           | 500 cm   | 910      | 57,66 m       | 703           | 4:34,68 | 714    | 8613        | 5.          |

Női
| Versenyző               | Versenyszám     | Előfutam | Előfutam | Előfutam | Negyeddöntő | Negyeddöntő | Negyeddöntő | Elődöntő | Elődöntő | Elődöntő | Döntő         | Döntő         |
| Versenyző               | Versenyszám     | Idő      | Hely.    | Össz.    | Idő         | Hely.       | Össz.       | Idő      | Hely.    | Össz.    | Idő           | Helyezés      |
| ----------------------- | --------------- | -------- | -------- | -------- | ----------- | ----------- | ----------- | -------- | -------- | -------- | ------------- | ------------- |
| Natallja Szafronnyikava | 200 m           | 23,14    | 5.       | 17.*     | 23,15       | 4.          | 18.         | 22,98    | 7.       | 14.      | kiesett       | kiesett       |
| Hanna Kozak             | 400 m           | 52,39    | 3.       | 23.      | 52,14       | 6.          | 24.         | kiesett  | kiesett  | kiesett  | kiesett       | kiesett       |
| Natallja Duhnova        | 800 m           | 1:59,23  | 1.       | 5.       |             |             |             | 1:58,67  | 4.       | 9.       | 2:00,32       | 7.            |
| Natallja Duhnova        | 1500 m          | 4:14,75  | 8.       | 24.      |             |             |             | 4:11,43  | 6.       | 14.      | kiesett       | kiesett       |
| Alena Mazovka           | Maraton         |          |          |          |             |             |             |          |          |          | 2:36:22       | 24.           |
| Natallja Haluska        | Maraton         |          |          |          |             |             |             |          |          |          | 2:44:21       | 50.           |
| Madina Biktahirova      | Maraton         |          |          |          |             |             |             |          |          |          | nem ért célba | nem ért célba |
| Lidzija Jurkova         | 100 m gát       | 13,20    | 4.       | 29.      | 13,07       | 7.          | 24.         | kiesett  | kiesett  | kiesett  | kiesett       | kiesett       |
| Taccjana Ljadovszkaja   | 400 m gát       | 55,82    | 5.       | 14.*     |             |             |             | 54,99    | 7.       | 13.      | kiesett       | kiesett       |
| Neli Varankova          | 400 m gát       | 56,97    | 6.       | 24.      |             |             |             | kiesett  | kiesett  | kiesett  | kiesett       | kiesett       |
| Taccjana Kuracskina     | 400 m gát       | 57,28    | 7.       | 27.      |             |             |             | kiesett  | kiesett  | kiesett  | kiesett       | kiesett       |
| Volha Kardopolceva      | 10 km gyaloglás |          |          |          |             |             |             |          |          |          | 43:02         | 6.            |
| Valjancina Cibulszkaja  | 10 km gyaloglás |          |          |          |             |             |             |          |          |          | 43:21         | 8.            |
| Natallja Miszjulja      | 10 km gyaloglás |          |          |          |             |             |             |          |          |          | 45:11         | 17.           |

| Versenyző            | Versenyszám   | Selejtező             | Selejtező             | Döntő    | Döntő    |
| Versenyző            | Versenyszám   | Eredmény              | Helyezés              | Eredmény | Helyezés |
| -------------------- | ------------- | --------------------- | --------------------- | -------- | -------- |
| Taccjana Hramava     | Magasugrás    | 190 cm                | 15.                   | kiesett  | kiesett  |
| Anzsela Atroscsanka  | Távolugrás    | 594 cm                | 32.                   | kiesett  | kiesett  |
| Natallja Szazanovics | Távolugrás    | érvényes ugrás nélkül | érvényes ugrás nélkül | kiesett  | kiesett  |
| Elina Zverava        | Diszkoszvetés | 62,74 m               | 8.                    | 65,64 m  |          |
| Irina Jatcsanka      | Diszkoszvetés | 62,04 m               | 11.                   | 60,46 m  | 12.      |
| Ljudmila Filimonava  | Diszkoszvetés | 53,30 m               | 38.                   | kiesett  | kiesett  |
| Natallja Sikalenka   | Gerelyhajítás | 62,32 m               | 4.                    | 58,56 m  | 12.      |

| Versenyző            | Versenyszám | 100 m gát | 100 m gát | Magasugrás | Magasugrás | Súlylökés | Súlylökés | 200 m | 200 m | Távolugrás | Távolugrás | Gerelyhajítás | Gerelyhajítás | 800 m      | 800 m      | Végeredmény   | Végeredmény   |
| Versenyző            | Versenyszám | Idő       | Pont      | Eredmény   | Pont       | Eredmény  | Pont      | Idő   | Pont  | Eredmény   | Pont       | Eredmény      | Pont          | Idő        | Pont       | Pont          | Helyezés      |
| -------------------- | ----------- | --------- | --------- | ---------- | ---------- | --------- | --------- | ----- | ----- | ---------- | ---------- | ------------- | ------------- | ---------- | ---------- | ------------- | ------------- |
| Natallja Szazanovics | Hétpróba    | 13,56     | 1041      | 180 cm     | 978        | 14,52 m   | 829       | 23,72 | 1008  | 670 cm     | 1072       | 46,00 m       | 783           | 2:17,92    | 852        | 6563          |               |
| Anzsela Atroscsanka  | Hétpróba    | 14,27     | 941       | 174 cm     | 903        | 12,31 m   | 682       | 24,59 | 925   | 563 cm     | 738        | nem indult    | nem indult    | nem indult | nem indult | nem ért célba | nem ért célba |

* - egy másik versenyzővel azonos eredményt ért el

** - két másik versenyzővel azonos eredményt ért el

## Birkózás
Kötöttfogású
| Versenyző              | Versenyszám | 32-es főtábla                         | Nyolcaddöntő                     | Negyeddöntő                 | Elődöntő                     | Vigaszág 2. kör                   | Vigaszág 3. kör                | Vigaszág 4. kör           | Vigaszág 5. kör        | Vigaszág 6. kör                        | Bronz- mérkőzés                   | Döntő                                | Helyezés |
| Versenyző              | Versenyszám | Ellenfél Eredmény                     | Ellenfél Eredmény                | Ellenfél Eredmény           | Ellenfél Eredmény            | Ellenfél Eredmény                 | Ellenfél Eredmény              | Ellenfél Eredmény         | Ellenfél Eredmény      | Ellenfél Eredmény                      | Ellenfél Eredmény                 | Ellenfél Eredmény                    | Helyezés |
| ---------------------- | ----------- | ------------------------------------- | -------------------------------- | --------------------------- | ---------------------------- | --------------------------------- | ------------------------------ | ------------------------- | ---------------------- | -------------------------------------- | --------------------------------- | ------------------------------------ | -------- |
| Aljakszandr Pavlav     | 48 kg       | José Ochoa (VEN) · 11–0               | Kang Jonggjun (PRK) · 3–2        | erőnyerő                    | Wilber Sánchez (CUB) · 5–0   |                                   |                                |                           |                        |                                        |                                   | Sim Gvonho (Sim Gwon-Ho) (KOR) · 0–4 |          |
| Ibad Ahmedov           | 52 kg       | Ulises Valentin (DOM) · 11–0          | Brandon Paulson (USA) · 1–6      |                             |                              |                                   | Nurim Gyuszenov (KAZ) · 4–5    | kiesett                   | kiesett                | kiesett                                | kiesett                           |                                      | 11.      |
| Ihar Pjatrenka         | 62 kg       | Włodzimierz Zawadzki (POL) · 3–4      |                                  |                             |                              | Arisztídisz Rumbenian (GRE) · 3–1 | Ahad Pazach (IRI) · 2–6        | kiesett                   | kiesett                | kiesett                                | kiesett                           |                                      | 13.      |
| Kamandar Madzsidav     | 68 kg       | Kim Jongil (Kim Yeong-Il) (KOR) · 3–1 | Marko Yli-Hannuksela (FIN) · 5–0 | erőnyerő                    | Biszer Georgiev (BUL) · 3–1  | Ghani Yalouz (FRA) · 1–4          |                                |                           |                        |                                        | Alekszandr Tretyjakov (RUS) · 0–4 |                                      | 4.       |
| Uladzimir Kapitav      | 74 kg       | Erik Hahn (GER) · 2–4                 |                                  |                             |                              | Nazmi Avluca (TUR) · 2–3          | kiesett                        | kiesett                   | kiesett                | kiesett                                | kiesett                           |                                      | 14.      |
| Valerij Cilenyc        | 82 kg       | Jean-Pierre Wafflard (BEL) · 10–0     | Raatbek Szanatbajev (KGZ) · 7–1  | Hamza Yerlikaya (TUR) · 0–5 |                              |                                   |                                | Szergej Cvir (RUS) · 10–0 | erőnyerő               | Martin Lidberg (SWE) · 4–1             | Daulet Turlihanov (KAZ) · 4–0     |                                      |          |
| Aljakszandr Szidarenka | 90 kg       | Derrick Waldroup (USA) · 3–0          | Maik Bullmann (GER) · 0–1        |                             |                              |                                   | Szergej Matvijenko (KAZ) · 1–1 | Colak Egisjan (ARM) · 3–1 | Marek Švec (CZE) · 3–1 | Jordánisz Konsztandinídisz (GRE) · 5–0 | Maik Bullmann (GER) · 0–2         |                                      | 4.       |
| Szjarhej Listvan       | 100 kg      | Todor Manov (BUL) · 2–0               | Jason Gleasman (USA) · 3–0       | erőnyerő                    | Mikael Ljungberg (SWE) · 2–1 |                                   |                                |                           |                        |                                        |                                   | Andrzej Wroński (POL) · 0–0          |          |

Szabadfogású
| Versenyző             | Versenyszám | 32-es főtábla                  | Nyolcaddöntő                 | Negyeddöntő                | Elődöntő                | Vigaszág 2. kör                  | Vigaszág 3. kör            | Vigaszág 4. kör                         | Vigaszág 5. kör                 | Vigaszág 6. kör               | Bronz- mérkőzés                               | Döntő                    | Helyezés |
| Versenyző             | Versenyszám | Ellenfél Eredmény              | Ellenfél Eredmény            | Ellenfél Eredmény          | Ellenfél Eredmény       | Ellenfél Eredmény                | Ellenfél Eredmény          | Ellenfél Eredmény                       | Ellenfél Eredmény               | Ellenfél Eredmény             | Ellenfél Eredmény                             | Ellenfél Eredmény        | Helyezés |
| --------------------- | ----------- | ------------------------------ | ---------------------------- | -------------------------- | ----------------------- | -------------------------------- | -------------------------- | --------------------------------------- | ------------------------------- | ----------------------------- | --------------------------------------------- | ------------------------ | -------- |
| Aljakszandr Huzav     | 57 kg       | erőnyerő                       | Mohammad Talaei (IRI) · 5–3  | Saban Trsztena (MKD) · 3–7 |                         |                                  |                            | Abe Sonny (JPN) · 6–5                   | Harun Doğan (TUR) · 0–3         |                               | A 7. helyért · Damir Zakhartdinov (UZB) · 3–2 |                          | 7.       |
| Szjarhej Szmal        | 62 kg       | Martin Müller (SUI) · 6–0      | Tom Brands (USA) · 0–5       |                            |                         |                                  | Jürgen Scheibe (GER) · 8–1 | Vada Takahiro (JPN) · 0–3               | kiesett                         | kiesett                       | kiesett                                       |                          | 11.      |
| Aleh Hohal            | 68 kg       | Yosvany Sánchez (CUB) · 3–1    | Arajik Gevorgjan (ARM) · 2–3 |                            |                         |                                  | Craig Roberts (CAN) · 4–0  | Zaza Zazirov (UKR) · 1–6                | kiesett                         | kiesett                       | kiesett                                       |                          | 9.       |
| Ihar Kozir            | 74 kg       | Ritter Árpád (HUN) · 5–3       | Óta Takuja (JPN) · 1–4       |                            |                         |                                  | Boris Budayev (UZB) · 2–4  | kiesett                                 | kiesett                         | kiesett                       | kiesett                                       |                          | 14.      |
| Aljakszandr Szavka    | 82 kg       | Les Gutches (USA) · 2–3        |                              |                            |                         | Mogamed Ibragimov (AZE) · 0–5    | kiesett                    | kiesett                                 | kiesett                         | kiesett                       | kiesett                                       |                          | 19.      |
| Szjarhej Kavalevszki  | 100 kg      | Arawat Sabejew (GER) · 0–3     |                              |                            |                         | Kim Theu (Kim Tae-U) (KOR) · 3–1 | Ben Vincent (AUS) · 10–0   | Dolgorsürengiin Sumyaabazar (MGL) · 3–0 | Szagid Murtazalijev (UKR) · 8–4 | Marek Garmulewicz (POL) · 4–0 | Arawat Sabejew (GER) · 4–7                    |                          | 4.       |
| Aljakszej Mjadzvedzev | 130 kg      | Pétrosz Búrndulisz (GRE) · 7–1 | Zaza Turmanidze (GEO) · 3–1  | erőnyerő                   | Sven Thiele (GER) · 0–0 |                                  |                            |                                         |                                 |                               |                                               | Mahmut Demir (TUR) · 0–3 |          |

## Cselgáncs
Férfi
| Versenyző       | Versenyszám  | Selejtező         | 32-es főtábla               | Nyolcaddöntő                | Negyeddöntő       | Elődöntő          | Vigaszág első kör       | Vigaszág negyeddöntő                    | Vigaszág elődöntő                | Bronz- mérkőzés                  | Döntő             | Helyezés |
| Versenyző       | Versenyszám  | Ellenfél Eredmény | Ellenfél Eredmény           | Ellenfél Eredmény           | Ellenfél Eredmény | Ellenfél Eredmény | Ellenfél Eredmény       | Ellenfél Eredmény                       | Ellenfél Eredmény                | Ellenfél Eredmény                | Ellenfél Eredmény | Helyezés |
| --------------- | ------------ | ----------------- | --------------------------- | --------------------------- | ----------------- | ----------------- | ----------------------- | --------------------------------------- | -------------------------------- | -------------------------------- | ----------------- | -------- |
| Nacik Bahirav   | Légsúly      | erőnyerő          | Narinder Szingh (IND) · GY  | Richard Trautmann (GER) · V |                   |                   | Cliff Sunada (USA) · GY | Kim Dzsongvon (Kim Jong-Won) (KOR) · GY | Georgios Vazagkasvili (GEO) · GY | Dorjpalamyn Narmandakh (MGL) · V |                   | 5.       |
| Leanyid Szvirid | Félnehézsúly | erőnyerő          | Stéphane Traineau (FRA) · V |                             |                   |                   | Daniel Gowing (NZL) · V | kiesett                                 | kiesett                          | kiesett                          |                   | 13.      |
| Ruszlan Sarapav | Nehézsúly    | erőnyerő          | Damon Keeve (USA) · GY      | Rafał Kubacki (POL) · V     | kiesett           | kiesett           |                         |                                         |                                  |                                  |                   | 17.      |

Női
| Versenyző          | Versenyszám | Selejtező              | Nyolcaddöntő      | Negyeddöntő       | Elődöntő          | Vigaszág első kör         | Vigaszág negyeddöntő        | Vigaszág elődöntő        | Bronz- mérkőzés   | Döntő             | Helyezés |
| Versenyző          | Versenyszám | Ellenfél Eredmény      | Ellenfél Eredmény | Ellenfél Eredmény | Ellenfél Eredmény | Ellenfél Eredmény         | Ellenfél Eredmény           | Ellenfél Eredmény        | Ellenfél Eredmény | Ellenfél Eredmény | Helyezés |
| ------------------ | ----------- | ---------------------- | ----------------- | ----------------- | ----------------- | ------------------------- | --------------------------- | ------------------------ | ----------------- | ----------------- | -------- |
| Taccjana Maszkvina | Légsúly     | Tamura Rjóko (JPN) · V |                   |                   |                   | Dora Maldonado (HON) · GY | Giovanna Tortora (ITA) · GY | Salima Souakri (ALG) · V | kiesett           |                   | 7.       |

## Evezés
Férfi
| Versenyző                                                                                       | Versenyszám              | Előfutam | Előfutam | Vigaszág | Vigaszág | Elődöntő | Elődöntő | Elődöntő | Döntő | Döntő   | Döntő | Helyezés |
| Versenyző                                                                                       | Versenyszám              | Idő      | Hely.    | Idő      | Hely.    | Típus    | Idő      | Hely.    | Típus | Idő     | Hely. | Helyezés |
| ----------------------------------------------------------------------------------------------- | ------------------------ | -------- | -------- | -------- | -------- | -------- | -------- | -------- | ----- | ------- | ----- | -------- |
| Dzmitrij Pljacsisztik Dzmitrij Mirosnyik                                                        | Kormányos nélküli kettes | 6:57,57  | 4.       | 7:12,14  | 5.       |          |          |          | C     | 7:03,31 | 2.    | 14.      |
| Kansztancin Bjalevics Szjarhej Taraszevics* Aleh Szolomahin Dzjanyisz Tabako Szjarhej Kinyakin* | Négypárevezős            | 6:08,38  | 3.       | erőnyerő | erőnyerő | A/B      | 6:15,07  | 6.       | B     | 5:55,52 | 5.    | 11.      |

Női
| Versenyző | Versenyszám  | Előfutam | Előfutam | Vigaszág | Vigaszág | Elődöntő | Elődöntő | Elődöntő | Döntő | Döntő   | Döntő | Helyezés |
| Versenyző | Versenyszám  | Idő      | Hely.    | Idő      | Hely.    | Típus    | Idő      | Hely.    | Típus | Idő     | Hely. | Helyezés |
| --- | ------------ | -------- | -------- | -------- | -------- | -------- | -------- | -------- | ----- | ------- | ----- | -------- |
| Kacjarina Hadatovics | Egypárevezős | 8:03,73  | 1.       | erőnyerő | erőnyerő | A/B      | 8:00,02  | 2.       | A     | 7:32,21 | 1.    |          |
| Natallja Lavrinyenka Aljakszandra Panykina Natallja Volcsak Tamara Davidzenka Valjancina Szkrabatun Alena Mikulics Natallja Sztaszjuk Marina Znak Jaraszlava Pavlovics | Nyolcas      | 6:24,61  | 1.       | erőnyerő | erőnyerő |          |          |          | A     | 6:24,44 | 3.    |          |

* - a B-döntőben Taraszevics helyett Kinyakin ült a hajóban

## Íjászat
Női
| Versenyző      | Versenyszám | Selejtező | Selejtező | 64-es főtábla                                     | 32-es főtábla                                | Nyolcaddöntő                     | Negyeddöntő                           | Elődöntő          | Döntő             | Helyezés |
| Versenyző      | Versenyszám | Pont      | Kiemelt   | Ellenfél Eredmény                                 | Ellenfél Eredmény                            | Ellenfél Eredmény                | Ellenfél Eredmény                     | Ellenfél Eredmény | Ellenfél Eredmény | Helyezés |
| -------------- | ----------- | --------- | --------- | ------------------------------------------------- | -------------------------------------------- | -------------------------------- | ------------------------------------- | ----------------- | ----------------- | -------- |
| Volha Jakusava | Egyéni      | 635       | 35.       | Kristina Persson-Nordlander (SWE) (30.) · 159–151 | Natalia Nasaridze-Çakir (TUR) (3.) · 153–153 | Lin Yi-Yin (TPE) (19.) · 161–157 | Elif Altınkaynak (TUR) (6.) · 107–109 | kiesett           | kiesett           | 5.       |
| Volha Zabuhina | Egyéni      | 645       | 18.       | Cornelia Pfohl (GER) (47.) · 158–152              | Alison Williamson (GBR) (15.) · 142–157      | kiesett                          | kiesett                               | kiesett           | kiesett           | 31.      |

## Kajak-kenu

### Síkvízi
Férfi
| Versenyző                                   | Versenyszám       | Előfutam | Előfutam | Előfutam | Vigaszág | Vigaszág | Vigaszág | Elődöntő | Elődöntő | Elődöntő | Döntő    | Döntő    |
| Versenyző                                   | Versenyszám       | Idő      | Hely.    | Össz.    | Idő      | Hely.    | Össz.    | Idő      | Hely.    | Össz.    | Idő      | Helyezés |
| ------------------------------------------- | ----------------- | -------- | -------- | -------- | -------- | -------- | -------- | -------- | -------- | -------- | -------- | -------- |
| Szjarhej Kalesznyik                         | Kajak egyes 500 m | 1:43,279 | 3.       | 11.      | erőnyerő | erőnyerő | erőnyerő | 1:42,505 | 8.       | 17.      | kiesett  | kiesett  |
| Aljakszandr Maszjajkov Dzmitrij Davhaljonak | Kenu kettes 500 m | 1:47,923 | 6.       | 15.      | 1:47,837 | 1.       | 1.       | 1:43,938 | 3.       | 8.       | 1:46,840 | 9.       |

### Szlalom
| Versenyző     | Versenyszám     | Döntő    | Döntő    | Döntő    | Döntő    | Döntő         | Döntő         |
| Versenyző     | Versenyszám     | 1. futam | 1. futam | 2. futam | 2. futam | Jobb eredmény | Jobb eredmény |
| Versenyző     | Versenyszám     | Pont     | Hely.    | Pont     | Hely.    | Pont          | Helyezés      |
| ------------- | --------------- | -------- | -------- | -------- | -------- | ------------- | ------------- |
| Alena Kurzina | Női kajak egyes | 225,14   | 15.      | 284,37   | 27.      | 225,14        | 25.           |

## Kerékpározás

### Országúti kerékpározás
Férfi
| Versenyző           | Versenyszám   | Idő              | Helyezés      |
| ------------------- | ------------- | ---------------- | ------------- |
| Pavel Kavecki       | Mezőnyverseny | 4:56:48 (+2:52)  | 69.           |
| Javhen Halavanav    | Mezőnyverseny | 5:05:38 (+11:42) | 113.          |
| Aleh Bandarik       | Mezőnyverseny | nem ért célba    | nem ért célba |
| Vjacsaszlav Herman  | Mezőnyverseny | nem ért célba    | nem ért célba |
| Aljakszandr Sarapav | Mezőnyverseny | nem ért célba    | nem ért célba |

Női
| Versenyző             | Versenyszám   | Idő             | Helyezés |
| --------------------- | ------------- | --------------- | -------- |
| Zinaida Sztahurszkaja | Mezőnyverseny | 2:37:06 (+0:53) | 14.      |

### Pálya-kerékpározás
Pontversenyek
| Név                     | Versenyszám     | Pont | Körhátrány | Helyezés |
| ----------------------- | --------------- | ---- | ---------- | -------- |
| Ljudmila Horozsanszkaja | Női pontverseny | 11   | 0          | 6.       |

## Műugrás
Férfi
| Versenyző            | Versenyszám        | Selejtező | Selejtező | Elődöntő | Elődöntő | Döntő   | Döntő    |
| Versenyző            | Versenyszám        | Pont      | Helyezés  | Pont     | Helyezés | Pont    | Helyezés |
| -------------------- | ------------------ | --------- | --------- | -------- | -------- | ------- | -------- |
| Andrej Szemjanyuk    | Egyéni műugrás     | 385,32    | 7.        | 587,55   | 9.       | 595,56  | 10.      |
| Vjacsaszlav Hamulkin | Egyéni műugrás     | 331,86    | 21.       | kiesett  | kiesett  | kiesett | kiesett  |
| Szjarhej Kudrevics   | Egyéni toronyugrás | 375,90    | 10.       | 556,53   | 9.       | 528,00  | 11.      |
| Andrej Kvacsinszki   | Egyéni toronyugrás | 349,14    | 15.       | 509,64   | 16.      | kiesett | kiesett  |

Női
| Versenyző               | Versenyszám    | Selejtező | Selejtező | Elődöntő | Elődöntő | Döntő   | Döntő    |
| Versenyző               | Versenyszám    | Pont      | Helyezés  | Pont     | Helyezés | Pont    | Helyezés |
| ----------------------- | -------------- | --------- | --------- | -------- | -------- | ------- | -------- |
| Szvjatlana Aljakszejeva | Egyéni műugrás | 246,27    | 14.       | 446,64   | 14.      | kiesett | kiesett  |

## Ökölvívás
| Versenyző             | Versenyszám     | Selejtező                           | Nyolcaddöntő                       | Negyeddöntő                | Elődöntő          | Döntő             | Helyezés |
| Versenyző             | Versenyszám     | Ellenfél Eredmény                   | Ellenfél Eredmény                  | Ellenfél Eredmény          | Ellenfél Eredmény | Ellenfél Eredmény | Helyezés |
| --------------------- | --------------- | ----------------------------------- | ---------------------------------- | -------------------------- | ----------------- | ----------------- | -------- |
| Szjarhej Osztrosapkin | Könnyűsúly      | Denis Zimba (ZAM) · RSC             | kiesett                            | kiesett                    | kiesett           | kiesett           | 17.      |
| Szjarhej Bikovszki    | Kisváltósúly    | Besik' Vardzelashvili (GEO) · 11–11 | Nordine Mouchi (FRA) · 6–17        | kiesett                    | kiesett           | kiesett           | 9.       |
| Vadzim Mjazha         | Váltósúly       | Lucas Sinoia (MOZ) · 11–6           | Juan Hernández Sierra (CUB) · 2–12 | kiesett                    | kiesett           | kiesett           | 9.       |
| Szjarhej Dicskov      | Nehézsúly       | Romans Kuklins (LAT) · 16–6         | Garth Da Silva (NZL) · 12–8        | Luan Krasniqi (GER) · 5–10 | kiesett           | kiesett           | 7.       |
| Szjarhej Ljahovics    | Szupernehézsúly | erőnyerő                            | Paea Wolfgramm (TGA) · 9–10        | kiesett                    | kiesett           | kiesett           | 9.       |

## Sportlövészet
Férfi
| Versenyző           | Versenyszám           | Selejtező | Selejtező | Döntő   | Döntő    |
| Versenyző           | Versenyszám           | Pont      | Helyezés  | Pont    | Helyezés |
| ------------------- | --------------------- | --------- | --------- | ------- | -------- |
| Kansztancin Lukasik | Szabadpisztoly        | 564       | 5.**      | 660,1   | 4.       |
| Kansztancin Lukasik | Légpisztoly           | 580       | 9.**      | kiesett | kiesett  |
| Ihar Baszinszki     | Légpisztoly           | 582       | 7.        | 681,8   | 7.       |
| Ihar Baszinszki     | Szabadpisztoly        | 565       | 4.        | 662,0   |          |
| Anatol Klimenka     | Sportpuska, összetett | 1158      | 28.***    | kiesett | kiesett  |
| Anatol Klimenka     | Légpuska              | 590       | 11.***    | kiesett | kiesett  |
| Heorhij Nyahajev    | Légpuska              | 585       | 26.*      | kiesett | kiesett  |
| Heorhij Nyahajev    | Sportpuska, fekvő     | 592       | 30.*****  | kiesett | kiesett  |
| Szjarhej Martinav   | Sportpuska, fekvő     | 598       | 3.*       | 699,6   | 6.       |
| Szjarhej Martinav   | Sportpuska, összetett | 1166      | 7.*       | 1,263,9 | 8.       |

Női
| Versenyző            | Versenyszám           | Selejtező | Selejtező | Döntő   | Döntő    |
| Versenyző            | Versenyszám           | Pont      | Helyezés  | Pont    | Helyezés |
| -------------------- | --------------------- | --------- | --------- | ------- | -------- |
| Lalita Javhlevszkaja | Légpisztoly           | 382       | 8.        | 479,1   | 8.       |
| Julija Szinyak       | Légpisztoly           | 381       | 10.***    | kiesett | kiesett  |
| Julija Szinyak       | Sportpisztoly         | 578       | 9.****    | kiesett | kiesett  |
| Zsanna Sicik         | Sportpisztoly         | 577       | 14.       | kiesett | kiesett  |
| Volha Pahrabnyak     | Sportpuska, összetett | 577       | 17.**     | kiesett | kiesett  |
| Volha Pahrabnyak     | Légpuska              | 394       | 6.*       | 496,4   | 5.       |
| Irina Silava         | Légpuska              | 393       | 9.***     | kiesett | kiesett  |
| Irina Silava         | Sportpuska, összetett | 577       | 17.**     | kiesett | kiesett  |

* - egy másik versenyzővel azonos eredményt ért el

** - két másik versenyzővel azonos eredményt ért el

*** - három másik versenyzővel azonos eredményt ért el

**** - négy másik versenyzővel azonos eredményt ért el

***** - öt másik versenyzővel azonos eredményt ért el

## Súlyemelés
| Versenyző             | Versenyszám | Szakítás | Szakítás | Lökés                    | Lökés                    | Összesen | Helyezés |         |         |
| Versenyző             | Versenyszám | Eredmény | Helyezés | Eredmény                 | Helyezés                 | Összesen | Helyezés |         |         |
| --------------------- | ----------- | -------- | -------- | ------------------------ | ------------------------ | -------- | -------- | ------- | ------- |
| Viktar Szinyak        | 59 kg       | 112,5    | 12.*     | 137,5                    | 12.                      | 250,0    | 12.      |         |         |
| Leanyid Labacsov      | 76 kg       | 160,0    | 5.*      | 182,5                    | 9.                       | 342,5    | 9.       |         |         |
| Aleh Kecska           | 76 kg       | 155,0    | 11.*     | 180,0                    | 10.*                     | 335,0    | 11.      |         |         |
| Uladzimir Hlud        | 91 kg       | 165,0    | 12.*     | 195,0                    | 16.                      | 360,0    | 15.      |         |         |
| Viktar Bjaljacki      | 91 kg       | 167,5    | 8.*      | 190,0                    | 17.*                     | 357,5    | 17.      |         |         |
| Aleh Csirica          | 99 kg       | 172,5    | 9.*      | 207,5                    | 7.*                      | 380,0    | 9.       |         |         |
| Uladzimir Jemjaljanav | 108 kg      | 187,5    | 5.       | 220,0                    | 4.*                      | 407,5    | 4.       |         |         |
| Henadz Scsakala       | 108 kg      | 175,0    | 12.*     | érvényes kísérlet nélkül | érvényes kísérlet nélkül | kiesett  | kiesett  | kiesett | kiesett |
| Aljakszandr Kurlovics | +108 kg     | 195,0    | 4.       | 230,0                    | 7.                       | 425,0    | 5.       |         |         |

* - másik versenyzővel azonos eredményt ért el

## Tenisz
Női
| Versenyző                              | Versenyszám | 64-es főtábla                     | 32-es főtábla                                                 | Nyolcaddöntő                                                           | Negyeddöntő       | Elődöntő          | Bronz- mérkőzés   | Döntő             | Helyezés |
| Versenyző                              | Versenyszám | Ellenfél Eredmény                 | Ellenfél Eredmény                                             | Ellenfél Eredmény                                                      | Ellenfél Eredmény | Ellenfél Eredmény | Ellenfél Eredmény | Ellenfél Eredmény | Helyezés |
| -------------------------------------- | ----------- | --------------------------------- | ------------------------------------------------------------- | ---------------------------------------------------------------------- | ----------------- | ----------------- | ----------------- | ----------------- | -------- |
| Natallja Zverava                       | Egyes       | Sabine Appelmans (BEL) · 7–5, 6–3 | Amanda Coetzer (RSA) · 6–1, 4–6, 6–2                          | Conchita Martínez (ESP) · 2–6, 5–7                                     | kiesett           | kiesett           | kiesett           | kiesett           | 9.       |
| Volha Barabanscsikava                  | Egyes       | Mary Pierce (FRA) · 3–6, 5–7      | kiesett                                                       | kiesett                                                                | kiesett           | kiesett           | kiesett           | kiesett           | 33.      |
| Volha Barabanscsikava Natallja Zverava | Páros       |                                   | Brazília (BRA) · Miriam D’Agostini · Vanessa Menga · 6–2, 6–3 | Kanada (CAN) · Jill Hetherington · Patricia Hy-Boulais · 6–2, 4–6, 1–6 | kiesett           | kiesett           | kiesett           | kiesett           | 9.       |

## Tollaslabda
| Versenyző                          | Versenyszám  | Selejtező                                | 32-es főtábla                                                  | Nyolcaddöntő      | Negyeddöntő       | Elődöntő          | Döntő             | Helyezés |
| Versenyző                          | Versenyszám  | Ellenfél Eredmény                        | Ellenfél Eredmény                                              | Ellenfél Eredmény | Ellenfél Eredmény | Ellenfél Eredmény | Ellenfél Eredmény | Helyezés |
| ---------------------------------- | ------------ | ---------------------------------------- | -------------------------------------------------------------- | ----------------- | ----------------- | ----------------- | ----------------- | -------- |
| Mihail Korsuk                      | Férfi egyes  | Michael Helber (GER) · 12–15, 1–15       | kiesett                                                        | kiesett           | kiesett           | kiesett           | kiesett           | 33.      |
| Ulada Csarnyavszkaja               | Női egyes    | Yuliani Sentoso (INA) · 11–6, 3–11, 1–11 | kiesett                                                        | kiesett           | kiesett           | kiesett           | kiesett           | 33.      |
| Ulada Csarnyavszkaja Mihail Korsuk | Vegyes páros |                                          | Ausztrália (AUS) · Rhonda Cator · Peter Blackburn · 7–15, 3–15 | kiesett           | kiesett           | kiesett           | kiesett           | 17.      |

## Torna
Férfi
| Versenyző | Versenyszám      | Selejtező | Selejtező | Döntő    | Döntő    |
| Versenyző | Versenyszám      | Pontszám  | Helyezés  | Pontszám | Helyezés |
| --- | ---------------- | --------- | --------- | -------- | -------- |
| Vital Scserba | Talaj            | 19,462    | 2.        | 9,275    | 7.       |
| Vital Scserba | Ugrás            | 19,375    | 4.        | 9,724    |          |
| Vital Scserba | Korlát           | 19,374    | 4.        | 9,800    |          |
| Vital Scserba | Nyújtó           | 19,437    | 2.        | 9,800    | *        |
| Vital Scserba | Gyűrű            | 18,950    | 30.*      | kiesett  | kiesett  |
| Vital Scserba | Lólengés         | 18,612    | 58.       | kiesett  | kiesett  |
| Vital Scserba | Egyéni összetett | 115,210   | 2.        | 58,197   |          |
| Andrej Kan | Talaj            | 19,225    | 14.***    | kiesett  | kiesett  |
| Andrej Kan | Ugrás            | 19,037    | 38.       | kiesett  | kiesett  |
| Andrej Kan | Korlát           | 19,137    | 15.*      | kiesett  | kiesett  |
| Andrej Kan | Nyújtó           | 18,925    | 39.**     | kiesett  | kiesett  |
| Andrej Kan | Gyűrű            | 18,950    | 30.*      | kiesett  | kiesett  |
| Andrej Kan | Lólengés         | 19,087    | 18.*      | kiesett  | kiesett  |
| Andrej Kan | Egyéni összetett | 114,361   | 11.       | 55,962   | 30.*     |
| Vital Rudnyicki | Talaj            | 19,125    | 23.       | kiesett  | kiesett  |
| Vital Rudnyicki | Ugrás            | 19,150    | 27.       | kiesett  | kiesett  |
| Vital Rudnyicki | Korlát           | 18,625    | 46.**     | kiesett  | kiesett  |
| Vital Rudnyicki | Nyújtó           | 18,200    | 72.*      | kiesett  | kiesett  |
| Vital Rudnyicki | Gyűrű            | 18,925    | 33.*      | kiesett  | kiesett  |
| Vital Rudnyicki | Lólengés         | 18,600    | 59.       | kiesett  | kiesett  |
| Vital Rudnyicki | Egyéni összetett | 112,625   | 31.       | 55,962   | 30.*     |
| Aljakszandr Belanovszki                                                                                                   | Talaj            | 9,250     | 106.      | kiesett  | kiesett  |
| Aljakszandr Belanovszki                                                                                                   | Ugrás            | 18,687    | 62.       | kiesett  | kiesett  |
| Aljakszandr Belanovszki                                                                                                   | Korlát           | 18,775    | 42.       | kiesett  | kiesett  |
| Aljakszandr Belanovszki                                                                                                   | Nyújtó           | 18,900    | 42.*      | kiesett  | kiesett  |
| Aljakszandr Belanovszki                                                                                                   | Gyűrű            | 18,925    | 33.*      | kiesett  | kiesett  |
| Aljakszandr Belanovszki                                                                                                   | Lólengés         | 18,975    | 25.**     | kiesett  | kiesett  |
| Aljakszandr Belanovszki                                                                                                   | Egyéni összetett | 103,512   | 72.       | kiesett  | kiesett  |
| Aljakszandr Sosztak | Talaj            | 9,375     | 101.      | kiesett  | kiesett  |
| Aljakszandr Sosztak | Ugrás            | 19,125    | 30.*      | kiesett  | kiesett  |
| Aljakszandr Sosztak | Korlát           | 18,850    | 35.***    | kiesett  | kiesett  |
| Aljakszandr Sosztak | Gyűrű            | 18,750    | 49.**     | kiesett  | kiesett  |
| Aljakszandr Sosztak | Lólengés         | 19,087    | 18.*      | kiesett  | kiesett  |
| Aljakszandr Sosztak | Egyéni összetett | 85,187    | 92.       | kiesett  | kiesett  |
| Ivan Pavlovszki | Talaj            | 19,124    | 24.       | kiesett  | kiesett  |
| Ivan Pavlovszki | Ugrás            | 19,287    | 8.        | 9,493    | 8.       |
| Ivan Pavlovszki | Korlát           | 8,025     | 106.      | kiesett  | kiesett  |
| Ivan Pavlovszki | Nyújtó           | 17,850    | 79.       | kiesett  | kiesett  |
| Ivan Pavlovszki | Gyűrű            | 18,800    | 45.       | kiesett  | kiesett  |
| Ivan Pavlovszki | Egyéni összetett | 83,086    | 96.       | kiesett  | kiesett  |
| Aljakszej Szinkevics | Talaj            | 18,925    | 34.*      | kiesett  | kiesett  |
| Aljakszej Szinkevics | Korlát           | 9,625     | 96.       | kiesett  | kiesett  |
| Aljakszej Szinkevics | Nyújtó           | 18,600    | 57.**     | kiesett  | kiesett  |
| Aljakszej Szinkevics | Lólengés         | 19,250    | 12.       | kiesett  | kiesett  |
| Aljakszej Szinkevics | Egyéni összetett | 66,400    | 103.      | kiesett  | kiesett  |
| Vital Scserba Andrej Kan Vital Rudnyicki Aljakszandr Belanovszki Aljakszandr Sosztak Ivan Pavlovszki Aljakszej Szinkevics | Csapat összetett |           |           | 571,381  | 4.       |

Női
| Versenyző | Versenyszám      | Selejtező | Selejtező | Döntő    | Döntő    |
| Versenyző | Versenyszám      | Pontszám  | Helyezés  | Pontszám | Helyezés |
| --- | ---------------- | --------- | --------- | -------- | -------- |
| Alena Piszkun | Talaj            | 19,275    | 27.       | kiesett  | kiesett  |
| Alena Piszkun | Ugrás            | 19,350    | 16.*      | kiesett  | kiesett  |
| Alena Piszkun | Felemás korlát   | 19,387    | 19.*      | kiesett  | kiesett  |
| Alena Piszkun | Gerenda          | 18,774    | 32.       | kiesett  | kiesett  |
| Alena Piszkun | Egyéni összetett | 76,786    | 16.       | 38,649   | 12.      |
| Szvjatlana Bahinszkaja | Talaj            | 19,312    | 24.*      | kiesett  | kiesett  |
| Szvjatlana Bahinszkaja | Ugrás            | 19,474    | 9.        | 9,712    | 5.       |
| Szvjatlana Bahinszkaja | Felemás korlát   | 18,587    | 64.       | kiesett  | kiesett  |
| Szvjatlana Bahinszkaja | Gerenda          | 18,850    | 27.       | kiesett  | kiesett  |
| Szvjatlana Bahinszkaja | Egyéni összetett | 76,223    | 25.       | 38,499   | 14.      |
| Alena Polozkova | Talaj            | 18,999    | 47.       | kiesett  | kiesett  |
| Alena Polozkova | Ugrás            | 19,199    | 26.*      | kiesett  | kiesett  |
| Alena Polozkova | Felemás korlát   | 19,312    | 24.       | kiesett  | kiesett  |
| Alena Polozkova | Gerenda          | 19,137    | 13.       | kiesett  | kiesett  |
| Alena Polozkova | Egyéni összetett | 76,647    | 20.       | 37,799   | 25.      |
| Volha Jurkina | Talaj            | 18,312    | 81.       | kiesett  | kiesett  |
| Volha Jurkina | Ugrás            | 18,762    | 55.**     | kiesett  | kiesett  |
| Volha Jurkina | Felemás korlát   | 18,487    | 69.       | kiesett  | kiesett  |
| Volha Jurkina | Gerenda          | 18,724    | 35.       | kiesett  | kiesett  |
| Volha Jurkina | Egyéni összetett | 74,285    | 47.       | kiesett  | kiesett  |
| Ljudmila Vityukova | Talaj            | 19,124    | 42.*      | kiesett  | kiesett  |
| Ljudmila Vityukova | Ugrás            | 19,087    | 36.*      | kiesett  | kiesett  |
| Ljudmila Vityukova | Gerenda          | 18,874    | 26.       | kiesett  | kiesett  |
| Ljudmila Vityukova | Egyéni összetett | 57,085    | 86.       | kiesett  | kiesett  |
| Szvjatlana Taraszevics | Talaj            | 18,625    | 65.*      | kiesett  | kiesett  |
| Szvjatlana Taraszevics | Ugrás            | 19,199    | 26.*      | kiesett  | kiesett  |
| Szvjatlana Taraszevics | Felemás korlát   | 19,149    | 36.*      | kiesett  | kiesett  |
| Szvjatlana Taraszevics | Egyéni összetett | 56,973    | 87.       | kiesett  | kiesett  |
| Taccjana Zsarhanova | Felemás korlát   | 18,600    | 62.*      | kiesett  | kiesett  |
| Taccjana Zsarhanova | Gerenda          | 17,537    | 76.       | kiesett  | kiesett  |
| Taccjana Zsarhanova | Egyéni összetett | 36,137    | 102.      | kiesett  | kiesett  |
| Alena Piszkun Alena Polozkova Szvjatlana Bahinszkaja Volha Jurkina Ljudmila Vityukova Szvjatlana Taraszevics Taccjana Zsarhanova | Csapat összetett |           |           | 191,569  | 6.       |

* - egy másik versenyzővel azonos eredményt ért el

** - két másik versenyzővel azonos eredményt ért el

*** - három másik versenyzővel azonos eredményt ért el

### Ritmikus gimnasztika
| Versenyző                                                                                                 | Versenyszám | Selejtező | Selejtező | Elődöntő | Elődöntő | Döntő  | Döntő    |
| Versenyző                                                                                                 | Versenyszám | Pont      | Hely.     | Pont     | Hely.    | Pont   | Helyezés |
| --- | ----------- | --------- | --------- | -------- | -------- | ------ | -------- |
| Larisza Lukjanyenka                                                                                       | Egyéni      | 38,481    | 4.        | 38,749   | 5.       | 38,666 | 7.       |
| Taccjana Agrizka                                                                                          | Egyéni      | 37,899    | 9.        | 38,681   | 6.       | 38,530 | 8.       |
| Natallja Budzila Volha Demszkaja Akszana Zsdanovics Szvjatlana Luzanova Halina Malasanka Aleszja Pohodina | Csapat      | 38,433    | 4.        |          |          | 37,982 | 6.       |

## Úszás
Férfi
| Versenyző            | Versenyszám  | Előfutam | Előfutam | Előfutam | Döntő   | Döntő   | Döntő   | Helyezés |
| Versenyző            | Versenyszám  | Idő      | Hely.    | Össz.    | Típus   | Idő     | Hely.   | Helyezés |
| -------------------- | ------------ | -------- | -------- | -------- | ------- | ------- | ------- | -------- |
| Dzmitrij Kalinovszki | 50 m gyors   | 23,61    | 8.       | 36.**    | kiesett | kiesett | kiesett | kiesett  |
| Aleh Ruhlevics       | 50 m gyors   | 23,12    | 7.       | 22.      | kiesett | kiesett | kiesett | kiesett  |
| Aleh Ruhlevics       | 100 m gyors  | 50,42    | 3.       | 19.      | kiesett | kiesett | kiesett | kiesett  |
| Szjarhej Mihnavec    | 1500 m gyors | 15:41,80 | 1.       | 19.      | kiesett | kiesett | kiesett | kiesett  |
| Aljakszej Krivencov  | 100 m mell   | 1:04,20  | 3.       | 27.      | kiesett | kiesett | kiesett | kiesett  |
| Aljakszandr Hukov    | 200 m mell   | 2:17,49  | 3.       | 21.      | kiesett | kiesett | kiesett | kiesett  |

Női
| Versenyző                                                               | Versenyszám          | Előfutam | Előfutam | Előfutam | Döntő   | Döntő   | Döntő   | Helyezés |
| Versenyző                                                               | Versenyszám          | Idő      | Hely.    | Össz.    | Típus   | Idő     | Hely.   | Helyezés |
| ----------------------------------------------------------------------- | -------------------- | -------- | -------- | -------- | ------- | ------- | ------- | -------- |
| Alena Popcsanka                                                         | 50 m gyors           | 27,18    | 1.       | 40.      | kiesett | kiesett | kiesett | kiesett  |
| Szvjatlana Zsidka                                                       | 100 m gyors          | 58,64    | 6.       | 39.      | kiesett | kiesett | kiesett | kiesett  |
| Inha Barodzics                                                          | 200 m gyors          | 2:05,85  | 6.       | 33.      | kiesett | kiesett | kiesett | kiesett  |
| Natallja Baranovszkaja Inha Barodzics Alena Popcsanka Szvjatlana Zsidka | 4 × 100 m gyorsváltó | 3:50,22  | 6.       | 15.      | kiesett | kiesett | kiesett | kiesett  |
| Natallja Baranovszkaja Inha Barodzics Alena Popcsanka Szvjatlana Zsidka | 4 × 200 m gyorsváltó | 8:21,70  | 6.       | 17.      | kiesett | kiesett | kiesett | kiesett  |
| Alena Rudkovszkaja                                                      | 100 m mell           | 1:13,71  | 6.       | 33.      | kiesett | kiesett | kiesett | kiesett  |
| Natallja Baranovszkaja                                                  | 100 m pillangó       | 1:04,09  | 3.       | 35.      | kiesett | kiesett | kiesett | kiesett  |

** - két másik versenyzővel azonos eredményt ért el

## Vitorlázás
Női
| Versenyző            | Versenyszám | Futam | Futam | Futam | Futam | Futam | Futam | Futam | Futam | Futam | Futam | Futam | Pontszám | Helyezés |
| Versenyző            | Versenyszám | 1     | 2     | 3     | 4     | 5     | 6     | 7     | 8     | 9     | 10    | 11    | Pontszám | Helyezés |
| -------------------- | ----------- | ----- | ----- | ----- | ----- | ----- | ----- | ----- | ----- | ----- | ----- | ----- | -------- | -------- |
| Anasztaszija Padabed | Europe      | 24    | (26)  | 24    | (26)  | (27)  | (26)  | 24    | 23    | 23    | 24    | 25    | 219,0    | 26.      |

Nyílt
| Versenyző                        | Versenyszám | Futam | Futam | Futam | Futam | Futam | Futam | Futam | Futam | Futam | Futam | Futam | Pontszám | Helyezés |
| Versenyző                        | Versenyszám | 1     | 2     | 3     | 4     | 5     | 6     | 7     | 8     | 9     | 10    | 11    | Pontszám | Helyezés |
| -------------------------------- | ----------- | ----- | ----- | ----- | ----- | ----- | ----- | ----- | ----- | ----- | ----- | ----- | -------- | -------- |
| Aljakszandr Zeljanovszki         | Laser       | 24    | (26)  | 24    | (26)  | 27    | 26    | 24    | 23    | 23    | 24    | 25    | 219,0    | 26.      |
| Szjarhej Horecki Uladzimir Zujev | Csillaghajó | 18    | 21    | 19    | 21    | (22)  | 20    | (22)  | 21    | 22    | 20    |       | 162,0    | 23.      |
| Szjarhej Kravcov Viktar Budancev | Tornádó     | 9     | 15    | (20)  | (16)  | 11    | 10    | 16    | 6     | 11    | 16    | 7     | 101,0    | 14.      |

## Vívás
Férfi
| Versenyző     | Versenyszám       | Selejtező                 | 32-es főtábla                | Nyolcaddöntő      | Negyeddöntő       | Elődöntő          | Bronz- mérkőzés   | Döntő             | Helyezés |
| Versenyző     | Versenyszám       | Ellenfél Eredmény         | Ellenfél Eredmény            | Ellenfél Eredmény | Ellenfél Eredmény | Ellenfél Eredmény | Ellenfél Eredmény | Ellenfél Eredmény | Helyezés |
| ------------- | ----------------- | ------------------------- | ---------------------------- | ----------------- | ----------------- | ----------------- | ----------------- | ----------------- | -------- |
| Vital Zaharav | Párbajtőr, egyéni | Nuno Frazão (POR) · 15–11 | Angelo Mazzoni (ITA) · 11–15 | kiesett           | kiesett           | kiesett           | kiesett           | kiesett           | 26.      |